# Жемчужина (футбольный клуб, Одесса)
«Жемчу́жина» — украинский профессиональный футбольный клуб из Одессы, просуществовавший с 2013 по 2018 годы. Чемпион Одессы в сезоне 2014/2015. Участник финальных этапов любительского чемпионата Украины в 2015, 2016 годах. Чемпион Второй лиги по итогам сезона 2016/2017. Участник чемпионата Украины в сезоне 2017/2018 среди команд Первой лиги. Домашние матчи проводил на стадионе «Спартак».
Был ликвидирован в мае 2018 года по причинам финансового характера.

## История клуба

### Любительский период
Футбольный клуб «Жемчужина» был основан в августе 2013 года одесским бизнесменом Александром Деменчуком. Состав команды сформировали выпускники одесских футбольных школ. На начальном этапе за команду играли друзья президента клуба, ветераны одесского футбола — Александр Бабич, Геннадий Нижегородов и Виталий Руденко. Главным тренером клуба стал бывший защитник одесского «Черноморца» и криворожского «Кривбасса» Денис Колчин.
В сезоне 2014/15 команда впервые участвовала в зимнем чемпионате Одессы. В турнире участвовало 12 любительских клубов из одесского региона. По итогам турнира «Жемчужина» прошла в финал, где сенсационно обыграла в серии послематчевых пенальти второлиговую «Реал Фарму». Игрок клуба Александр Машнин был признан лучшим игроком турнира, Андрей Череднюк — лучшим вратарем соревнований.
В 2015 году клуб дебютировал в любительском чемпионате Украины. «Жемчужина» успешно прошла 2 этапа соревнований, пробилась в финальную часть, войдя в 8 лучших команд турнира.
В 2016 году «Жемчужина» повторила свое достижение, дойдя до четвертьфинала турнира.

### Профессиональный период

#### Сезон 2016/2017

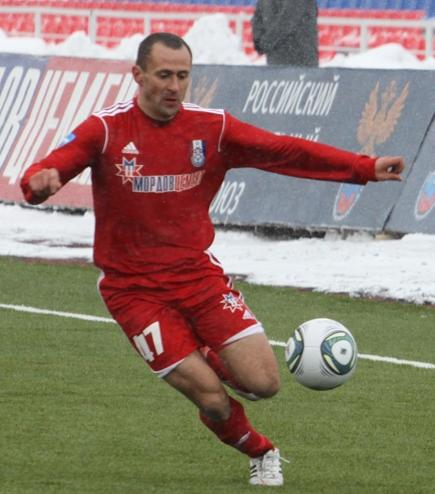
Капитан «Жемчужины» в сезоне 2016/17 Тарас Лазарович

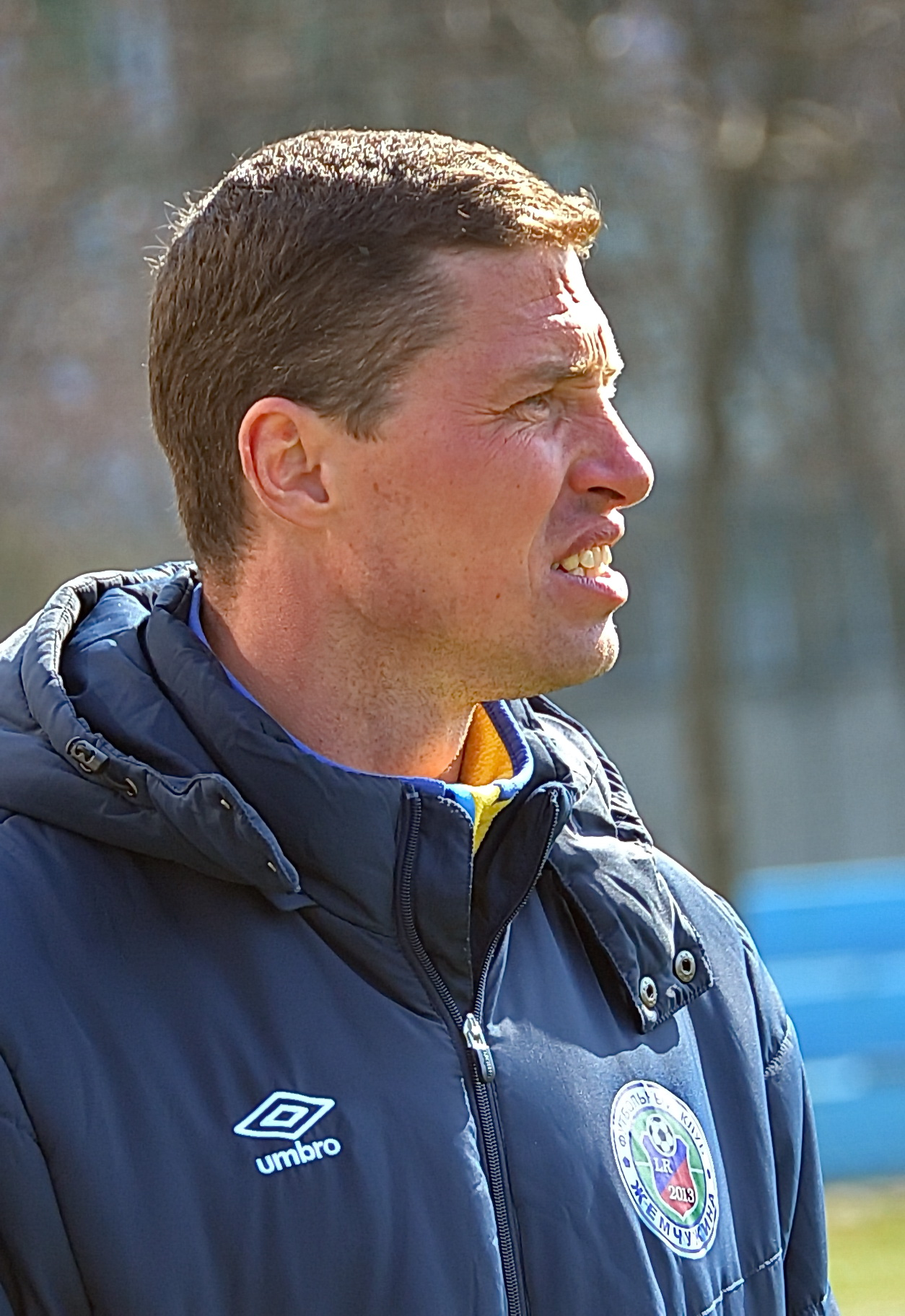
Тренер Денис Колчин, выведший клуб в Первую Лигу

Летом 2016 года клуб получил профессиональный статус и был заявлен во Вторую лигу, розыгрыш Кубка Украины. Перед сезоном команда усилилась за счет игроков, имеющих опыт выступления во Второй лиге — Е.Ширяев, Ю.Кравченко, С.Малыш (ФК Реал-Фарма Одесса), а также Е.Потароченко из Балкан. Официальные матчи в сезоне прошли с 20 июля 2016 года по 3 июня 2017 года. Первым официальным матчем клуба стала победа в первом предварительном этапе Кубка Украины над командой Металлург (Запорожье) — 2:1. Первый гол в истории команды на професcиональном уровне забил Руслан Паламар. ФК «Жемчужина» стала лидером Второй лиги по количеству забитых мячей в ворота соперников — 75 голов, также у команды оказалась самая надежная оборона — пропущено 22 мяча.
Во второй лиге сезона 2016/2017 «Жемчужина» сыграла 32 матча, 24 из которых выиграла, 4 сыграла вничью. Лучшим бомбардиром команды стал Руслан Паламар, забивший 20 голов в 30 матчах. По итогам чемпионата Украины 2016/17 во Второй лиге команда становится чемпионом и добилась права участвовать в сезоне 2017/18 в Первой лиге чемпионата Украины.
В Кубке Украины клуб обыграл в первом предварительном этапе Металлург (Запорожье), во втором «Энергию» (Новая Каховка). Команда дошла до 1/16 финала, где уступила только в серии послематчевых пенальти команде высшей лиги Карпаты. Максимальная домашняя посещаемость в этом сезоне зафиксирована в кубковом матче с «Карпатами» — 2100 зрителей.

#### Сезон 2017/2018

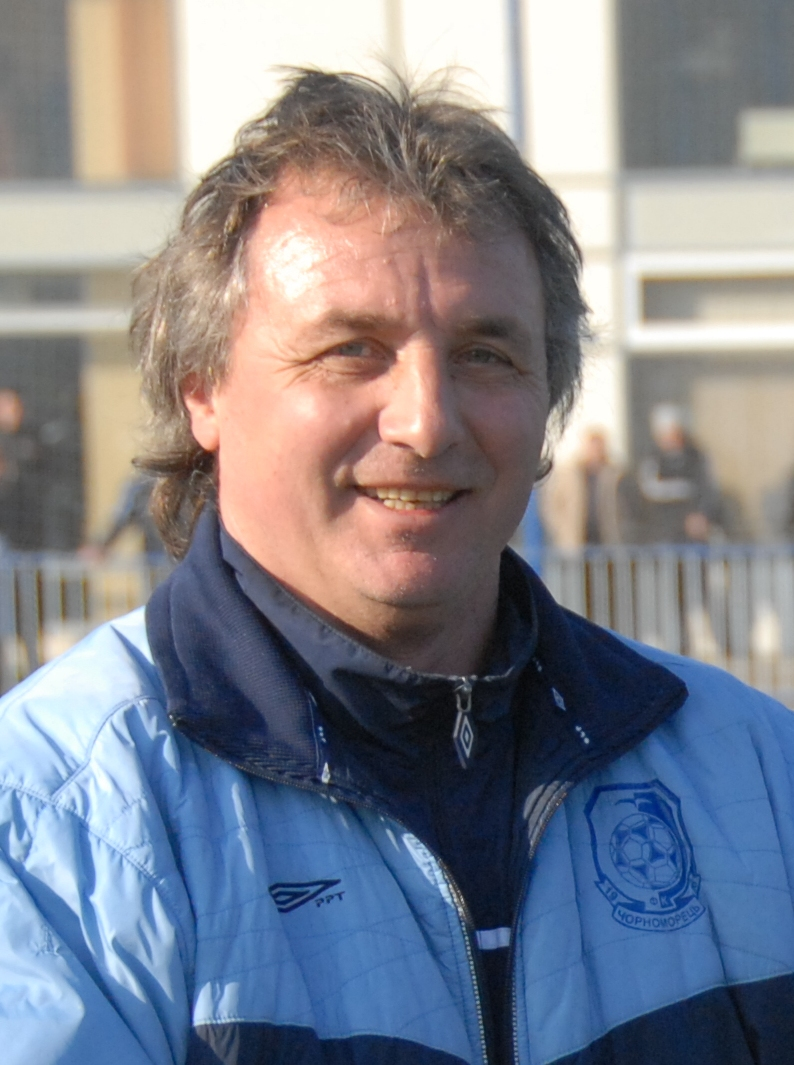
Леонид Гайдаржи — главного тренера с августа 2017 по январь 2018

В этом сезоне «Жемчужина» проводила активную трансферную политику, усилилась опытными игроками, имеющими опыт выступлений в Премьер-лиге. Однако, в августе 2017 года тренерский пост покинул Денис Колчин, признанный лучшим тренером второй лиги сезона 2016/2017. Команду временно возглавил спортивный директор клуба Леонид Гайдаржи, занимавший пост тренера вплоть до января 2018 года. В январе 2018 года был подписан контракт до конца сезона с Дмитрием Горбатенко, тренером ДЮСШ Черноморец.
Официальные матчи с участием клуба в сезоне прошли с 14 июля 2017 года по 2 мая 2018 года. Первым официальным матчем клуба стала победа со счетом 2-1 над командой МФК Николаев 14 июля 2017 года. Свой первой гол в Первой лиге, уже на 3-й минуте забил Михаил Шестаков.
Первую половину чемпионата клуб закончил на 12 месте. За три тура до конца сезона команда снялась с чемпионата Украины в связи с финансовыми трудностями. Последним матчем клуба в сезоне было выездное поражение 1-0 Нефтянику в Ахтырке 2 мая 2018 года. Всего в Первой лиге клуб провел 31 игру, из которых 7 выиграл, 6 провел вничью, 18 проиграл. Всего было забито 33 мяча, пропущено в ворота клуба — 54. Лучшим бомбардиром команды в чемпионате стал Михаил Шестаков — 7 голов в 26 матчах.
В Кубке Украины клуб обыграл во втором предварительном этапе «Энергию» (Новая Каховка). В третьем раунде команда встретилась с «Сталью» (Каменское), которой уступила только в серии послематчевых пенальти.
Наибольшая домашняя посещаемость в сезоне зафиксирована 30 августа 2017 года в матче против «Балкан» - 1500 болельщиков.

### Ликвидация клуба
4 мая 2018 года ПФЛ объявило о получении письма от руководства «Жемчужины» про снятие команды с соревнований и прекращении деятельности в связи с финансовыми проблемами. До конца сезона оставалось 3 тура, командам засчитана техническая победа.
Об официальных причинах роспуска команды рассказывает президент клуба Александр Деменчук:
Принято решение о ликвидации клуба в связи с финансовыми трудностями. Ситуация достаточно критичная - не смогли доиграть до конца сезона. Проблемы накапливались постепенно, по нарастающей. Кроме финансовых трудностей есть еще определенные "подводные течения". С этической точки зрения не было смысла оставаться в Первой лиге. Футболистам полностью выплачена зарплата, им предоставлен статус свободных агентов.
В связи с коррупционным скандалом в украинском футболе, затронувшем в том числе и одесский клуб «Жемчужина» последний тренер клуба Дмитрий Горбатенко рассказал об истории закрытия клуба:
Президент хотел закрыть клуб еще зимой. Он мне сказал: «Я закрываю клуб». Кто-то из клуба постоянно ему говорил, что команда играет какие-то договорные матчи… Затем появился ряд хороших футболистов и он передумал закрывать клуб. Предложил мне стать старшим тренером. Однако ситуация с его подозрениями продолжилась. Перед матчем против «Нефтяника» из Ахтырки мне впервые позвонили какие-то люди и предложили слить игру. Все знал президент, это все знала команда. У нас все было открыто, никто ничего не утаивал. После этой игры мы собрались в раздевалке, приехал президент. У него уже все было готово. Он достал документ, в котором было написано о ликвидации клуба. Вот и закончила существование наша команда.
После ликвидации клуба игрокам присвоен статус свободных агентов, большинство игроков перешли в другие клубы украинского чемпионата. Так Дмитрий Поспелов перешел в харьковский Металлист 1925, Денис Норенков перешел в   одесский Чорноморец, Виктор Серденюк и Владислав Щетинин перешли в Кремень.

## Достижения

### Командные
- Чемпион Украины среди команд Второй лиги: 2016/17
- Зимний чемпион города Одессы: 2014/15

### Клубные рекорды

#### Самые крупные победы
- Во второй лиге — 8:0 — над «Металлургом» (Запорожье) в 2017 году
- В первой лиге — 4:1 — над «Кременем» (Кременчуг) в 2017 году

#### Самые крупные поражения
- Во второй лиге — 2:0 — от команды «Кремень» (Кременчуг) в 2016 году
- В первой лиге — 6:2 — от команды «Авангард» (Краматорск) в 2017 году

### Индивидуальные
Тренер команды Денис Колчин стал лучшим тренером Второй лиги в сезоне 2016/17 по версии ПФЛ.
В символическую сборную сезона во Второй лиге-2016/17 по версии журнала «Sportarena» вошли игроки команды: вратарь № 1 — Евгений Ширяев, центральный защитник № 1 — Дмитрий Поспелов, атакующий полузащитник № 1 — Руслан Паламар.

## Стадион

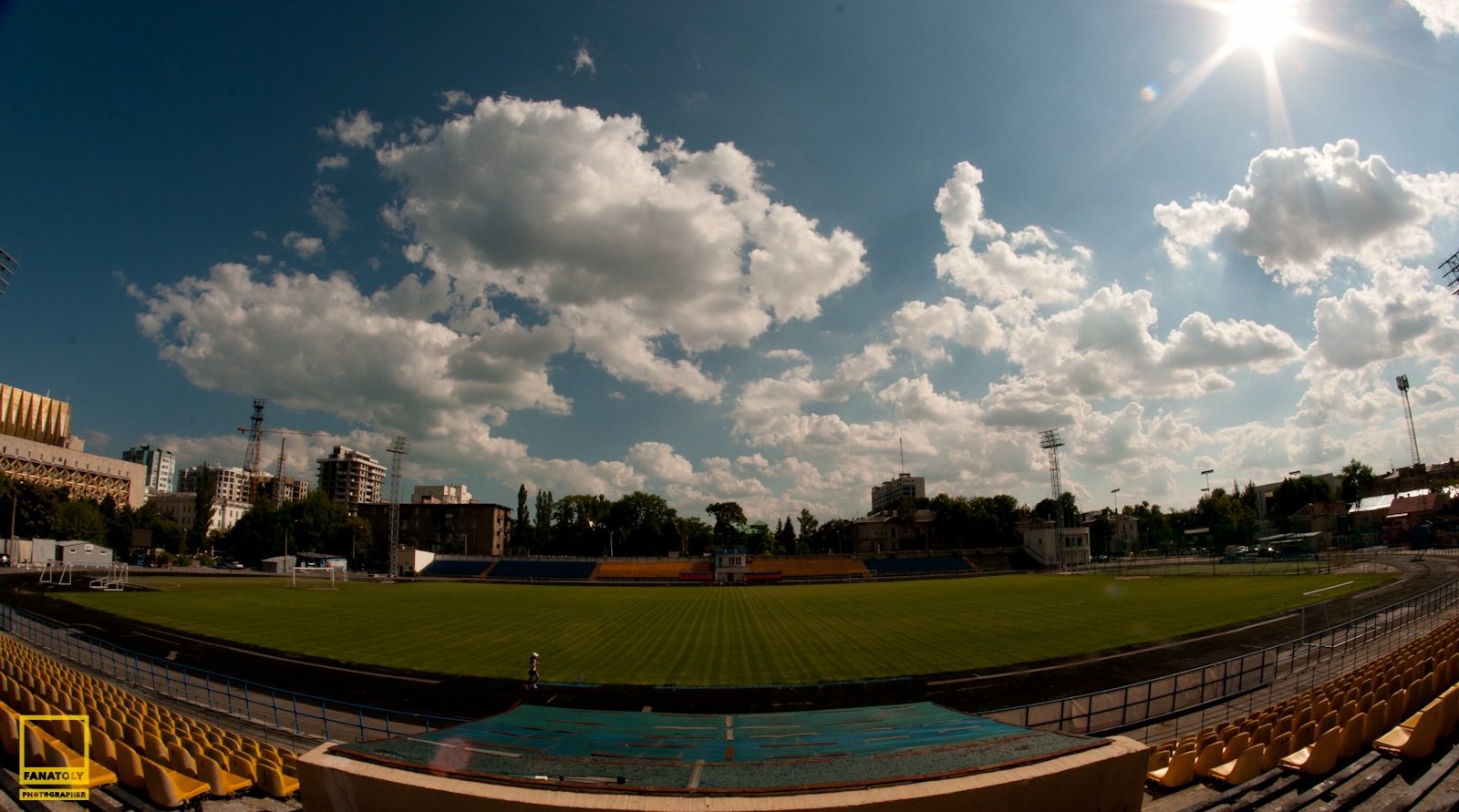
Стадион «Спартак»

Свои домашние матчи с 2016 года «Жемчужина» проводила на стадионе «Спартак», вместимость трибун которого составляет 4 800 мест. Стадион «Спартак» находится в центре Одессы, рядом с театром Музыкальной Комедии, железнодорожным вокзалом и Куликовым Полем. «Спартак» имеет газон неплохого качества, оборудован радиотрансляционной системой, информационным табло, пластиковыми индивидуальными сиденьями. На территории стадиона есть: тренировочное поле, фитнес-центр, парковка. Размеры поля 105 на 68 метров. Стадион прошел реконструкцию, удовлетворяет требованиям ПФЛ Украины. При подготовке к ЕВРО-2012 в 2009—2011 годах использовался ФК «Черноморец» из-за реконструкции своего домашнего стадиона «Черноморец».

## Руководство клуба
- Президент: Александр Деменчук
- Спортивный директор: Леонид Гайдаржи[38]

## Главные тренеры
- Денис Колчин (2013—2017)
- Леонид Гайдаржи (2017—2018)
- Дмитрий Горбатенко (2018)[39]

## Спонсоры

### Титульный спонсор
| Годы      | Название |
| --------- | -------- |
| 2013—2018 | La Rose  |

## Состав клуба в последнем сезоне
| 97 | Флаг Украины | Вр  | Дмитрий Стародубец | 1997 |  |  |  |  |
| 16 | Флаг Украины | Вр  | Сергей Кравченко   | 1990 |  |  |  |  |
| 21 | Флаг Украины | Вр  | Ярослав Важинский  | 1994 |  |  |  |  |
|    |              |     |                    |      |  |  |  |  |
| 60 | Флаг Украины | Защ | Дмитрий Поспелов   | 1991 |  |  |  |  |
| 15 | Флаг Украины | Защ | Петр Стасюк        | 1995 |  |  |  |  |
| 20 | Флаг Украины | Защ | Владислав Щетинин  | 1997 |  |  |  |  |
| 7  | Флаг Украины | Защ | Максим Гавриленко  | 1991 |  |  |  |  |
| 4  | Флаг Украины | Защ | Олег Гуменюк       | 1983 |  |  |  |  |
| 9  | Флаг Украины | Защ | Данила Спас        | 1996 |  |  |  |  |
|    |              |     |                    |      |  |  |  |  |
| 22 | Флаг Украины | ПЗ  | Руслан Паламар     | 1993 |  |  |  |  |

| 10 | Флаг Украины | ПЗ  | Евгений Терзи    | 1997 |  |  |  |  |
| 23 | Флаг Украины | ПЗ  | Денис Норенков   | 1996 |  |  |  |  |
| 19 | Флаг Украины | ПЗ  | Денис Долинский  | 1998 |  |  |  |  |
| 77 | Флаг Украины | ПЗ  | Дмитрий Климаков | 1989 |  |  |  |  |
| 24 | Флаг Украины | ПЗ  | Алексей Чернышов | 1997 |  |  |  |  |
| 14 | Флаг Украины | ПЗ  | Михаил Попов     | 1996 |  |  |  |  |
| 13 | Флаг Украины | ПЗ  | Артем Селезнев   | 1998 |  |  |  |  |
| 8  | Флаг Украины | ПЗ  | Виктор Серденюк  | 1996 |  |  |  |  |
|    |              |     |                  |      |  |  |  |  |
| 27 | Флаг Украины | Нап | Михаил Шестаков  | 1990 |  |  |  |  |
| 11 | Флаг Украины | Нап | Тарас Лазарович  | 1982 |  |  |  |  |